# Vipoig
Vipoig (falecido em c. 341 DC) foi um lendário rei picto que governou por volta de 311 a 341. Ele é conhecido apenas pela crônica pictórica, uma lista real de monarcas pictos. Ele é o primeiro rei mencionado nas crônicas e foi sucedido por Canutulachama.
1. ↑  London, Society of Antiquaries of (1893). Proceedings of the Society of Antiquaries of London (em inglês). [S.l.]: The Society
2. ↑  Rhys, Sir John (1898). A Revised Account of the Inscriptions of the Northern Picts (em inglês). [S.l.]: Dr.: Neill